# Dino Garrone
Dino Garrone, all'anagrafe Edoardo Garrone (Novara, 2 marzo 1904 – Parigi, 10 dicembre 1931), è stato un critico letterario e scrittore italiano.

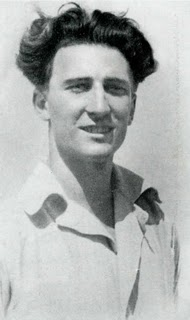
Dino Garrone

Collaborò a importanti riviste della sua epoca con articoli di critica letteraria, saggi e racconti. Intrattenne fitti contatti epistolari con numerose personalità culturali, tra cui Elio Vittorini. A parte brevi parentesi di viaggi, visse prevalentemente a Pesaro. Quasi tutti i suoi scritti sono stati pubblicati postumi.
Figura rappresentativa di tutta una generazione di giovani, aderì entusiasticamente al fascismo poiché vedeva in esso una forza rivoluzionaria e risanatrice per la politica e la cultura italiane. Ben presto, però, capì la vera natura dell'ideologia mussoliniana e se ne distaccò con disincanto.

## Biografia
Nacque a Novara da Giovanni Garrone e Maria Antonietta Mercalli. Presto si trasferì a Pesaro per consentire alla sorella Carla, violinista, di frequentare il Conservatorio della città. Il padre, che era direttore di banca, rimase a Novara per motivi di lavoro. Studente di straordinaria bravura, si diplomò al Liceo Mamiani e proseguì gli studi all'Università di Bologna dove, nel 1927, sì laureò in Lettere con una brillante tesi su Giovanni Verga che venne poi pubblicata nel 1941.
Durante la prima guerra mondiale, ancora adolescente, svolse servizio di volontariato assistendo i feriti sui treni-ospedale di ritorno dal fronte.
Nell'agosto del 1926 fu ospite, per qualche giorno, di Gabriele D'Annunzio a Gardone. Il motivo della visita è sempre rimasto avvolto in un alone di mistero, ma sembra che D'Annunzio avesse incaricato Garrone, insieme ad altri giovani, di compiere una traversata dell'Adriatico fino a Belgrado, che però non fu realizzata.
Tre anni dopo, nel 1929, riuscì a compiere privatamente l'impresa e, con due amici, attraversò l'Adriatico in tempesta a bordo di un cutter. Aveva un animo avventuroso ed era affascinato dal mare e questa indole lo portò a interessarsi alla figura di Cristoforo Colombo, cui dedicò una storia apocrifa.
Pubblicò articoli politici, critiche letterarie, racconti e scritti vari su molteplici quotidiani e periodici, fra cui Corriere Adriatico, Il Resto del Carlino, Impero, Lavoro Fascista, La civiltà fascista, Assalto, Fiera Letteraria, Belvedere, Universale e Libra. Insieme all'intellettuale Berto Ricci, pubblicò, nel 1930, un opuscolo polemico di stampo anti-borghese e nazionalista, Il Rosai (dal nome del pittore e scrittore Ottone Rosai).
I suoi scritti critici s'interrogano sul significato dell'arte e sulla funzione dell'intellettuale, con l'auspicio d'un rinnovamento morale che crei radicale un connubio fra arte e coscienza. Questo desiderio di rinnovamento si tradusse anche politicamente: nell'entusiastica precipua adesione di Garrone, prima di andarsene in Francia, al fascismo (squadrista) delle origini. In esso, tendeva a riconoscere una spinta rivoluzionaria: antiborghese e risorgimentale, con potere salvifico allora, per la società d'Italia uscita vittoriosa dalla Grande Guerra  ma scissa  ancor più al suo interno, dalla decadenza incipiente dei costumi (quale, con intenti a lui di fondo sostanzialmente affini, tanto obbiettivamente enucleata, ma senza determinazione politica, per l'ambito di Roma intorno al 1929 da un giovane suo coetaneo, il cui nome allora e per sempre questi avrebbe celato a segno di una precisa lontananza geografica, d'alterità 'spaziale', dal principio, romanzesco e veridico, ne Gli Indifferenti: opera prima di Moravia). In breve tempo, col mostrare il Regime  il suo vero volto autoritario e filoclericale, Garrone, disilluso e amareggiato, ne prese e nettamente distanza.
Nei suoi numerosi scritti di fantasia (racconti, testi teatrali, poesie e prose) coabitano, con stridente contraddizione, i suoi due modelli letterari, Giovanni Verga e Gabriele D'Annunzio: «se da un lato aspira al desiderio di solidità e di "costruzione" quella stessa che vede attiva nel romanzo verghiano, dall'altro non sa, o non può, uscire dal rigirìo della parola». La tensione verso una unità narrativa di natura verghiana, tuttavia, difficilmente riesce a concretizzarsi e la scrittura di Garrone acquista una «dimensione interiore, spirituale, quasi metafisica».
La produzione letteraria più cospicua è tuttavia rappresentata dalle lettere che ha scambiato con tantissimi intellettuali italiani degli anni Venti e Trenta come Ottone Rosai, Elio Vittorini, Edoardo Persico, Berto Ricci, Enrico Falqui, Virgilio Lilli e Gherardo Gherardi.
Nel giugno del 1930, ormai disilluso dagli ideali fascisti e spinto dal desiderio di evadere da un'Italia troppo provinciale, lasciò Pesaro e si trasferì a Parigi, ma soltanto un anno e mezzo dopo, nel dicembre del 1931, vi morì stroncato da setticemia a causa di una mal riuscita operazione a un dente.

## L'archivio di Dino Garrone
Il Fondo Garrone è conservato presso l'Università degli Studi di Urbino Carlo Bo e comprende le seguenti tipologie di materiale documentario: lettere spedite a Garrone e lettere spedite da Garrone, manoscritti, dattiloscritti e articoli in giornale e rivista di Garrone, scritti su Garrone. Completano il fondo anche altri materiali, come la corrispondenza dei parenti e della madre Maria Antonietta, nonché trascrizioni, fotocopie e indici degli originali stessi effettuate da docenti e studiosi dell’ex-Istituto di Filologia Moderna dell'Università di Urbino Carlo Bo in vista di pubblicazioni.

## Premio Dino Garrone
Dal 2020 l'Associazione Inschibboleth conferisce, a Castelsardo, il Premio per la giovane critica Dino Garrone, "riconoscimento dedicato ai giovani critici letterari che si sono distinti per originalità e competenza". 

## Opere
- Berto Ricci, Bruno Rosai, Dino Garrone, Gioacchino Contri e Edoardo Persico (a cura di), Il Rosai, Firenze, Tip. L'Economica, 1930.
- Dino Garrone, Prose, a cura di Ubaldo Fagioli, Ancona, All'insegna del Conero, 1934.
- Dino Garrone, Lettere, a cura di Berto Ricci e Romano Bilenchi, Firenze, Vallecchi, 1938.
- Dino Garrone, Fiducia mattutina. Lettere ad un amico, a cura di Valentino Chiocchetti e Umberto Tomazzoni, Rovereto, Manfrini, 1938.
- Dino Garrone, Giovanni Verga, con prefazione di Luigi Russo, Firenze, Vallecchi, 1941.
- Dino Garrone, Sei prose, Milano, Scheiwiller, 1942.
- Dino Garrone e Edoardo Persico, Epistolario, a cura di Marco Valsecchi, Forlì, Pattuglia, 1943.
- Dino Garrone, Sorriso degli etruschi. Prose, a cura di Marco Valsecchi, Milano, Bompiani, 1944.
- Dino Garrone, Storia apocrifa del povero Colombo, con un saggio critico di Alfio Coccia e dieci incisioni di Romolo Calciati, Milano, Terramare, 1961.
- Dino Garrone, Terra di Marche, con un saggio critico di Alfio Coccia e dieci puntesecche originali di Romolo Calciati, Novara, Ed. del Centro internazionale di poesia religiosa, 1961.
- Dino Garrone, Lettere ad Umberto, Calliano, Vallagarina, 1971 (nuova ed. di Fiducia Mattutina, 1938)
- Dino Garrone, Le più belle pagine, a cura di Domenico Lombrassa, Firenze, Nuoevedizioni Vallecchi, 1973.
- Dino Garrone, Pensieri zoppi, Ancona, Bucciarelli, 1974.
- Dino Garrone, Giornata con Bartolini, con sette acqueforti originali di Luigi Bartolini, Pesaro, Ed. della Pergola, 1989.
- Dino Garrone, Gli amici, Reggio Emilio, Mavida, 1991.
- Dino Garrone, Prose scelte, a cura di Francesco Scarabicchi, Ripatransone, Sestante, 1993.
- Dino Garrone, Terra di Marche. Paesi, paesaggi, figure, con una testimonianza di Carlo Betocchi, Bologna, Massimiliano Boni, 1993 (nuova ed. Terra di Marche, 1961).
- Dino Garrone, Carteggi con gli amici (1922-1931), a cura di Tiziana Mattioli e Anna T. Ossani, introduzione di Giorgio Cerboni Baiardi, Ancona, Banca Popolare dell'Adriatico, 1994, 2 voll.
- Dino Garrone, Una notte di Natale, a cura di Rosa Dimichino, con una nota di Marcello Veneziani, Novara, Interlinea, 2001.
- Dino Garrone, Una notte di Natale, con tre incisioni di Teresita Terreno, Dogliani Castello, Al Pozzo, 2004.
- Dino Garrone, Sorriso degli Etruschi, presentazione di Sebastiano Vassalli, Novara, Interlinea, 2010.